# Жарнак
Жарна́к (Jarnac) — город и коммуна в исторической области Сентонж, Франция, на правом берегу реки Шаранты, в департаменте Шаранта, между городами Ангулем и Коньяк. Население — 4508 человек (2007).
Возник в IX веке как один из замков графов де ла Марш. Среди дуэлянтов было в ходу понятие «удар Жарнака» (фр.) — неожиданный выпад, к которому прибег Ги Шабо, сеньор де Жарнак (фр.), во время дуэли с Франсуа де Вивонном (фр.) в 1547 году. В конце XVI века владельцы Жарнака из рода Шабо приняли протестантизм. В битве при Жарнаке (1569) сложил голову первый принц Конде.
Современный Жарнак известен как один из центров коньячного производства во Франции. Родной город президента Франсуа Миттерана.